# Všestary, Praha-východ
Všestary là một làng thuộc huyện Praha-východ, vùng Středočeský, Cộng hòa Séc.